# Jean Bosco Barayagwiza
Jean Bosco Barayagwiza (né en 1950 dans la commune de Mutura, préfecture de Gisenyi, décédé le 25 avril 2010 à Porto-Novo, au Bénin) est un diplomate rwandais, secrétaire du comité exécutif de la Radio Télévision Libre des Mille Collines (RTLMC) à partir de 1993, en poste durant le génocide rwandais. Il a été condamné par le Tribunal pénal international pour le Rwanda (TPIR) pour incitation au génocide, génocide et crimes contre l'humanité, et est mort en 2010, alors qu'il purgeait sa peine, des suites d'une hépatite C.

## Biographie
Juriste, il fut un des fondateurs de la Coalition pour la défense de la République (CDR), un parti radical hutu créé en 1992. Il fut ensuite l'un des créateurs de la Radio Mille Collines, avec Ferdinand Nahimana, Félicien Kabuga, et d'autres, qui diffusa des appels aux massacres lors du génocide. Il a aussi été directeur chargé des questions politiques au ministère des Affaires étrangères du Rwanda. En 1995, il publie Le sang hutu est-il rouge ? où il expose ses thèses extrémistes. 
Arrêté au Cameroun en 1996 à la demande du Rwanda, la Cour de Yaoundé refuse son extradition l'année suivante, au motif principal qu'il ne faisait pas encore l'objet d'inculpation par le procureur du Tribunal pénal international pour le Rwanda (TPIR) . 
Transféré devant le TPIR, la Cour d'appel ordonna sa mise en liberté en novembre 1999, alors qu'il était en détention préventive au Cameroun depuis onze mois, en raison de violations des droits de la défense. Mais l'année suivante, il fut inculpé par le TPIR, le 23 octobre 2000, dans le cadre du Procès des Médias, aux côtés de Ferdinand Nahimana et de Hassan Ngeze, directeur et éditeur du journal Kangura. Barayagwiza refusa d'assister au procès, contestant l'impartialité des juges.
Condamné le 3 décembre 2003, en première instance, à 35 ans de prison (réduits à 27 ans en raison de la détention préventive déjà effectuée), il fit appel, mais la peine fut confirmée le 28 novembre 2007. L'avocat Donald Herbert lui avait été assigné comme nouveau conseil le 30 novembre 2004. Le 22 juin 2009, son appel le plus récent fut rejeté par le TPIR. Cinq jours plus tard, il purgeait sa peine au Bénin en vertu d'un accord entre ce pays et le TPIR.
Il est décédé le 25 avril 2010 des suites d'une hépatite C, dans un hôpital de Porto-Novo au Bénin, où il purgeait sa peine. Sa famille allégua qu'il n'avait pas reçu des soins appropriés. Lors de ses obsèques à Sannois, dans le Val-d'Oise, le médecin rwandais Eugene Rwamucyo, recherché par Interpol pour son implication présumée dans le génocide, fut arrêté.